# Боґушевець
Боґушевець (пол. Boguszewiec) — село в Польщі, у гміні Лютоцин Журомінського повіту Мазовецького воєводства.
Населення — 178 осіб (2011).
У 1975-1998 роках село належало до Цехановського воєводства.

## Демографія
Демографічна структура станом на 31 березня 2011 року:
|          | Загалом | Допрацездатний вік | Працездатний вік | Постпрацездатний вік |
| -------- | ------- | ------------------ | ---------------- | -------------------- |
| Чоловіки | 90      | 13                 | 66               | 11                   |
| Жінки    | 88      | 11                 | 52               | 25                   |
| Разом    | 178     | 24                 | 118              | 36                   |